# Luc Leblanc
Luc Leblanc (Limoges, 4 agosto 1966) è un ex ciclista su strada e dirigente sportivo francese.
Professionista dal 1987 al 1999, fu campione del mondo nel 1994 ad Agrigento.

## Carriera
Passò professionista ventenne, nel 1987, con la Toshiba di Bernard Tapie. Negli anni seguenti prese parte a sette edizioni del Tour de France, vincendo due tappe (nel 1994 ad Hautacam e nel 1996 ad Arcs) e classificandosi per tre volte tra i primi sei della generale finale.
Si aggiudicò anche numerose corse in linea, compreso un campionato francese e, nel 1994, il campionato del mondo di Agrigento; in quell'occasione divenne il settimo francese a conquistare la maglia iridata. Si è ritirato dall'attività nel marzo 1999 dopo disaccordi con la sua squadra, la Polti, legati al ruolo da ricoprire nel team.

## Palmarès
- 1986 (Dilettanti)

2ª tappa Circuit de la Sarthe
Tour du Perigord
- 1987 (Dilettanti)

3ª tappa Tour de la Vienne
- 1988

Grand Prix Ouest France
2ª tappa, 2ª semitappa Tour du Lyonnais et des monts du Pilat
2ª tappa Tour d'Armorique
- 1990

5ª tappa Critérium du Dauphiné Libéré
Grand Prix de Wallonie
Tour du Haut-Var
- 1991

5ª tappa Grand Prix du Midi Libre
- 1992

2ª tappa Critérium du Dauphiné Libéré
Prologo Grand Prix du Midi Libre
4ª tappa Grand Prix du Midi Libre
Classifica generale Grand Prix du Midi Libre
Campionati francesi, Prova in linea
- 1994

11ª tappa Tour de France
1ª tappa Euskal Bizikleta
Campionati del mondo, Prova in linea
- 1996

7ª tappa Critérium du Dauphiné Libéré
7ª tappa Tour de France
- 1997

2ª tappa Giro del Trentino
Classifica generale Giro del Trentino

### Altri successi
- 1989

Classifica scalatori Grand Prix du Midi Libre
- 1990

Classifica scalatori Grand Prix du Midi Libre
- 1991

Classifica scalatori Grand Prix du Midi Libre
- 1992

Classifica a punti Critérium du Dauphiné Libéré
- 1994

Classifica scalatori Vuelta a España

## Piazzamenti

### Grandi Giri
- Giro d'Italia

1993: ritirato
1997: ritirato
1998: 34º
- Tour de France

1990: 73º
1991: 5º
1992: fuori tempo (14ª tappa)
1994: 4º
1996: 6º
1997: non partito (14ª tappa)
1998: non partito (18ª tappa)
- Vuelta a España

1994: 6º

### Classiche monumento
- Milano-Sanremo

1988: 87º
1996: ritirato
1997: 104º
- Liegi-Bastogne-Liegi

1991: 76º
1992: 58º
1997: 4º
1998: 57º
- Giro di Lombardia

1996: 41º

### Competizioni mondiali
- Campionati del mondo

Utsunomiya 1990 - In linea: ritirato
Stoccarda 1991 - In linea: 47º
Benidorm 1992 - In linea: 8º
Oslo 1993 - In linea: ritirato
Agrigento 1994 - In linea: vincitore
Lugano 1996 - In linea: 18º

## Riconoscimenti
- Vélo d'Or francese della rivista Vélo Magazine nel 1994
- Premio Marie-Christine Ubald-Bocquet dell'Accademia dello Sport nel 1994
- Premio Alain Danet dell'Accademia dello Sport nel 1996